# Chlosyne rufescens
Chlosyne rufescens är en fjärilsart som beskrevs av Cockerell 1894. Chlosyne rufescens ingår i släktet Chlosyne och familjen praktfjärilar. Inga underarter finns listade i Catalogue of Life.